# 酸桿菌目
酸桿菌目（Acidobacteriales）是酸桿菌綱的一目。

## 下级分类
本科包括以下属：
- 酸桿菌科 Acidobacteriaceae
- 科里氏菌科 Koribacteraceae

## 外部連結
- LPSN: Acidobacteriaceae （页面存档备份，存于）
- NCBI Taxonomy Browser: Acidobacteriaceae